# Imrich Morocz z Beketfalvy
Imrich Morocz z Beketfalvy (celým jménem Emericus Leopoldus baron Morocz de Beketfalva; 1697 Prešpurk – 1758 Německo[kde?]) byl uherský šlechtic z rodu Móroczů z Beketfalvy a císařský podmaršál za vlády Marie Terezie. 

## Život

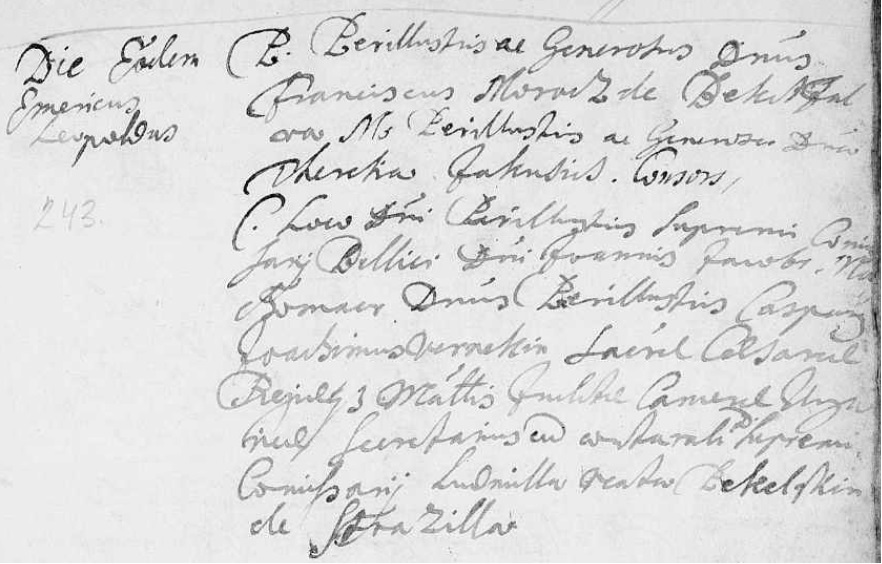
Matriční záznam o křtu z roku 1697

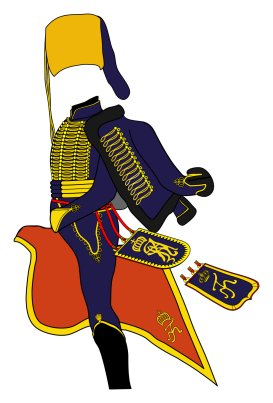
Uniforma Moroczových husařů

Narodil se jako syn Františka Mórocze z Beketfalvy a baronky Evy Terezie Jakusithové. 
Imrich (maď. Imre) byl pravnukem Wolfganga Mórocze z Beketfalvy, který byl uherským vicepalatinem. Patřil už do generace Móroczů, která vyměnila pozice v celouhorské politice za vojenskou službu a byl její nejvýznamnější osobností. Byl původně písař uherského palatina Mikuláše Pálffyho, později sloužil jako voják a nakonec se stal císařským podmaršálem a také majitelem husarského pluku. 
Aktivně se zúčastnil Slezských válek a Sedmileté války. Zanedlouho dosáhll hodnosti podplukovníka v pluku Ghyllány a v roce 1741 už byl jeho plukovníkem. V čele tohoto pluku se vyznamenal na taženích v Čechách, Slezsku a Porýní. V červenci 1744 měl štěstí, že zprávu o obsazení lauterburských linií doručil osobně Marii Terezii do Vídně. Maria Terezie ho po doručení zprávy okamžitě jmenovala baronem a generálem. Od té doby královna sledovala jeho osud a to mělo velký vliv na jeho další vzestup. Imrich po smrti podmaršála Nikolause von Beleznay (27. října  1754) převzal 10. husarský pluk, stal se jeho majitelem a dostal pojmenování pluk „Morocz“. Do dějin se zapsal jako jeden z velitelů lehké jízdy v bitvě u Kolína (1757), bitva, která zachránila habsburskou monarchii. Rakouská armáda tuto bitvu vyhrála a nemalý podíl na této vůbec první porážce Fridricha II. na bojišti měli i husařské pluky, které byly nasazeny v rámci dvou jezdeckých uskupení v celkovém počtu 18 630 mužů. S datem vítězné bitvy u Kolína je spojen i oficiální vznik nejvyššího vojenského vyznamenání habsburské monarchie – Vojenský řad Marie Terezie. Imrich byl po bitvě povýšen z generálmajora na generálporučíka. Zemřel 15. ledna 1758 u Rýna v dnešním Německu.
Byl „persona grata“ na dvoře Marie Terezie, vzhledem k jeho vysokému postavení a původu. Nevyužil však příležitostí, na které měl díky vysoké funkci nárok. Neoženil se, takže když ve věku 61 let zemřel, nezanechal po sobě dědice, kteří by získali výhody jím dosažených úspěchů.

## Památky a současnost

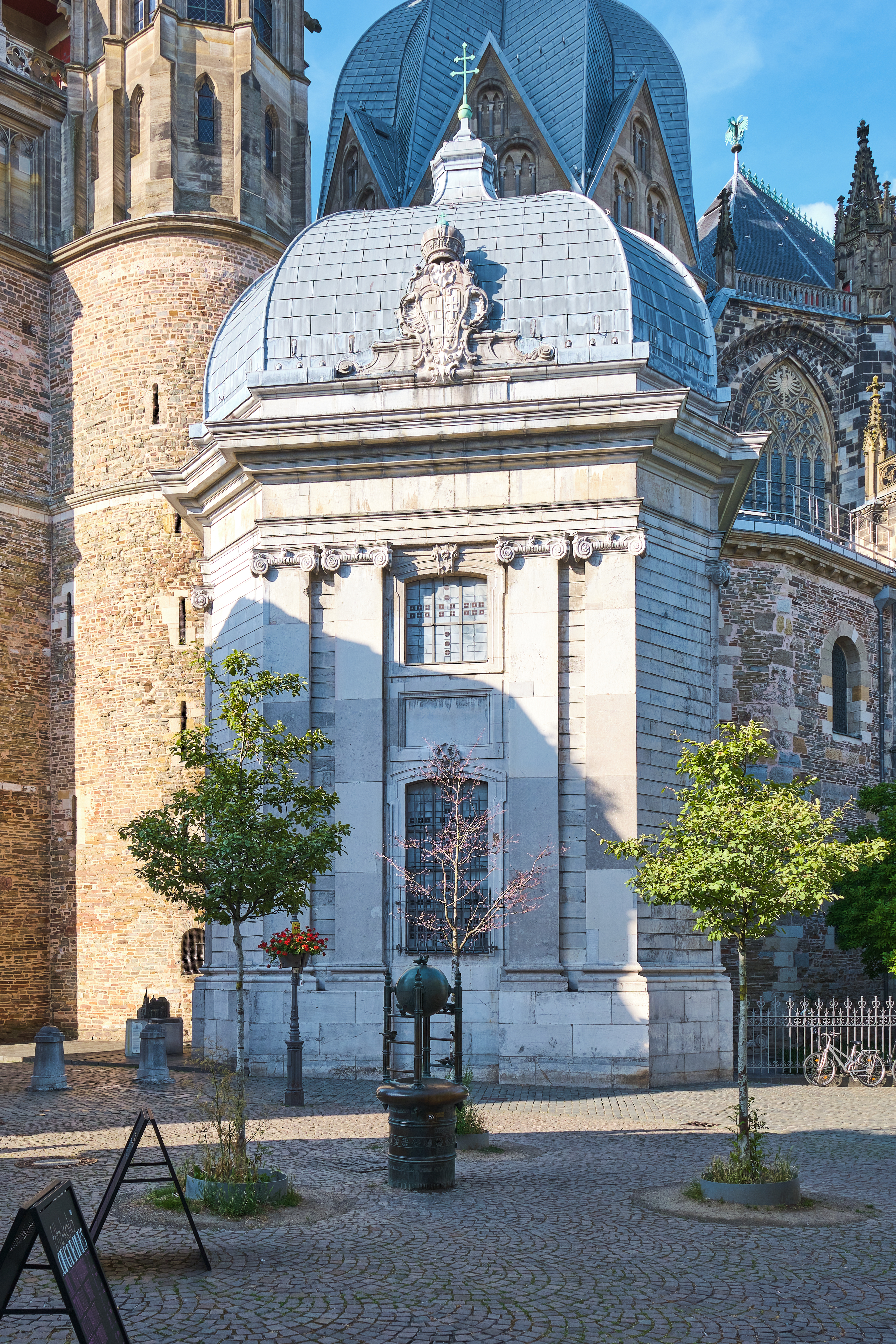
Aachenská kaple v Maďarsku s uherským erbem nahoře

V Cáchách se nacházela maďarská gotická kaple, která postupně chátrala pro nedostatečnou stavební údržbu. Za vlády Marie Terezie uherští pánové zapojení do války o dědictví často navštěvovali Cáchy, kde sídlila císařská vojska. V roce 1747 generál Károly Batthyány a Imrich Morocz po dohodě s ostatními uherskými generály pověřil městského architekta Johanna Couvena rekonstrukcí kaple za účasti knížete Esterházyho sbírky na novou budovu. Gotická kaple byla zcela zbourána a byl položen základní kámen nové kaple. Výstavba však šla pomalu a nešla podle původních plánů, přičemž časem se nově postavené zdi propadly a zhroutily. V důsledku toho musela být celá budova zbourána. Práce byla poté v roce 1756 svěřena milánskému architektovi Josephu Morettimu.